# Matthias von Saldern (Kämmerer)
Matthias von Saldern (* 1508; † 1575) war ein brandenburgischer Staatsmann und Oberkämmerer.

## Leben und Wirken
Matthias stammte aus dem niedersächsischen Adelsgeschlecht von Saldern und wurde der namhafteste Vertreter seiner Familie. Über den Pfandbesitz von Schloss Plaue gelangte er nach 1550 in den Lehnbesitz der Plattenburg, einer der größten Wasserburgen Nordostdeutschlands. Damit begründete er für vier Jahrhunderte die Tradition seiner Familie auf diesen Herrensitz.
Matthias von Saldern begann als Page, wurde später kurfürstlicher Rat und folgend Oberst-Kämmerer beim brandenburgischen Kurfürst Joachim II. Matthias von Saldern gehörte somit zum engsten persönlichen Kreis des Landesherrn. Saldern war auch Amtshauptmann zu Lehnin. Seine Ehefrau war Gertrud, geborene von Hake-Stülpe. Gertrud war Erzieherin der Töchter des Kurfürsten. Am Hof in Berlin lernte sie auch ihren Mann kennen. Durch ihr Wirken wurde 1589/1591 die Saldria-Schule in der Stadt Brandenburg eröffnet. Des Weiteren richtete sie für die Familie von Saldern eine Stiftung ein.
Da das Ehepaar keine Nachkommen hatte fiel die Plattenburg an die Nachfahren des Bruders Siegfried von Saldern, Burchard jun. von Saldern (1568–1635), respektive dessen Sohn Hans Siegfried von Saldern. Über sie entwickelte sich ein genealogischer Ast Plattenburg und ein Ast Wilsnack, welche diese Güter bis zur Bodenreform 1945 führten.